# 海南語
海南語（かいなんご、ハイナンご、海南語の発音：Hái-nâm-jî）は主に中華人民共和国の海南島で話される言語であり、閩語の一つである。
シナ・チベット語族のシナ語派の閩語に属する言語で、海南話（Hái-nâm-oe）、瓊文話、瓊語、東語、海南閩語、客話、瓊州話などの別称がある。漢族の海南民族の母語であり、主要な分布は海南島のうち、北西部を除き、北部、東部、南部、南西部の沿海部一帯に広がる。使用人口は約550万人で、海南島の人口の80％を占める。
海南語は古代閩南語に起源を遡るが、現代の閩台地方の閩南語（泉漳話、泉漳片）とは意思疎通できない言語である。海南語は、言語学的には、閩南語系統のうち、閩台地方の閩南語（泉漳話、泉漳片）との差異が最も大きな方言言語の一つである。伝統的な分類法では、海南語は閩南語に属し、「瓊文片」と呼ばれる。海南語と雷州語を合わせて「瓊雷話」と呼称し、これを閩語の直下に分類する学者もいる。
海南語は海南省内で最も広く分布し、海南省で最多の話者人口を抱える言語である。海南語と雷州語の間には多少の差異はあるものの、おおよそ相互の意思疎通が可能である。
発音の特徴に注目すると、海南語は北部西片、北部東片、東南片、南部東片、南部西片に分類される。海南語の主だった特徴としては、閩語の「無声破裂音」、*[p]、*[t]が入破音（有声破裂音）のɓ、ɗに変わる点が挙げられる。

## 分布範囲
海南語の話者分布は次の通り。
- 文昌市と定安県の全域
- 万寧県の東部・中部地区
- 海口市の市街地区
- 五指山市の市街地区
- 瓊海市の大部分の地区（南西部の一角を除く）
- 澄邁県の大部分の地区（北部沿岸部、南西部の一角を除く）
- 屯昌県の大部分の地区（西部周辺地区の郊外を除く）
- 陵水黎族自治県の南部沿海部
- 三亜市の南部と東部の沿海部
- 楽東黎族自治県の南西部と西部の沿海部、県庁所在地の抱由鎮の一部の地区
- 東方市の西部沿海部
- 昌江黎族自治県の北部沿海部の数件の村、県庁所在地の石碌鎮の一部の地区
- 瓊中黎族苗族自治県の東北部、県庁所在地の営根鎮、紅島郷
- 白沙黎族自治県の牙叉鎮、北部の数件の村
- 保亭黎族苗族自治県の保城鎮

この他に、儋州市と臨高県にも海南語が話されている地域がある。

## 歴史
宋代末期の戦乱を避けるため、大量の閩南人が南部へと南下し避難した。南下の波は潮汕平原に到達し、珠江三角洲を超えて雷州半島・海南島へと入り、これに伴って閩南語がこの地まで広まった。その後、長期に渡って周辺の少数民族言語や中原地方の官話の影響を受け続けた結果、海南語の音韻体系は閩南語とは大きな差異が生まれるようになり、閩南語との相互の意思疎通が不可能となり、独立の一言語を形成するに至った。

## 海南語の方言区（片区）
《中国語言地図集》によれば、瓊文話（海南語のこと）は以下の方言区に分類される。
- 府城片
- 文昌片
- 瓊海片：瓊海語は海南語のうち、瓊海市全域、文昌市・定安県の南部周辺地域、屯昌県の東部周辺地域、万寧市の北部周辺地域で話される言語を指す。言語系譜上は、シナ・チベット語族シナ語派閩語のうちの一言語であり、瓊海市全域で通用するこの地の第一方言である。
- 屯昌片
- 定安片
- 万寧片
- 崖県片
- 昌感片

## 発音

### 母音
|          | 前舌母音 | 後舌母音 |
| -------- | -------- | -------- |
| 狭母音   | /i/      | /u/      |
| 半狭母音 | /e/      | /o/      |
| 半広母音 | /ɛ/      | /ɔ/      |
| 広母音   |          | /a/      |

### 子音
|                   | 唇音  | 歯茎音          | 硬口蓋音        | 軟口蓋音 | 声門音 |
| ----------------- | ----- | --------------- | --------------- | -------- | ------ |
| 有声破裂音/入破音 | /ɓ/   | /ɗ/             |                 | (/ɠ/)    |        |
| 無声破裂音        | /p/   | /t/             |                 | /k/      | (/ʔ/)  |
| 破擦音            |       | /c/ [/ts/~/tɕ/] | /c/ [/ts/~/tɕ/] |          |        |
| 無声摩擦音        | /f/   | /s/ [/s/~/ɕ/]   | /s/ [/s/~/ɕ/]   | /x/      | /h/    |
| 有声摩擦音        | /v/   | /ʑ/ [/z/~/ʑ/]   | /ʑ/ [/z/~/ʑ/]   |          | /ɦ/    |
| 鼻音              | /m/   | /n/             |                 | /ŋ/      |        |
| 接近音            | (/w/) | /l/             | (/j/)           |          |        |

## 閩南語との比較
子音の特徴として、海南語の子音には有気音と無気音の対立がない。これは、漢語の言語体系全体から見ると希少な特徴である。
閩南語の有気音、pʰ、/tʰ/、/t͡sʰ/、/kʰ/は、海南語では摩擦音の/f/、/h/、/s/、/x/へと変化している。
閩語の/p/、/t/は、海南語では入破音の/ɓ/、/ɗ/へ変化。
閩語の/s/と/ts/は、海南語では/t/となり、海南語と閩南語（泉漳片、潮汕片）をほぼ意思疎通が不可能な言語としている。
海南語の北部東片と東南片の方言（文昌、瓊海、万寧、陵水、三亜東部）には、閩語の/m/から変化した/b/の発音が保持されている（北部西片の海南語方言では/v/となる。海口、定安、澄邁、屯昌など）。
この他、古代の/tʰ/の発音は，北部西片では/h/，北部東片では/x/となる。
母音の特徴としては、閩南語の鼻母音が海南語では母音に変わっている。
北部の方言群は入声韻尾/-p/、/-t/、/-k/を保持しているが、南部の方言群では入声韻が声門破裂音尾/-h/となる。
海口語、万寧語、潮州語では/-n/、/-t/が/-ng/、/-k/へ変化している。
声調では、海南語には6-8個の声調があり、北部方言では8個、南部方言では7個、三亜港門では6個となっている。

## メディア
テレビでは、海南広播電視台が普通話（標準中国語）と海南語（文昌語）の2言語で放送している。海南省の三亜市、瓊海市では海南語の新聞が発行されている。